# 科隆日莱贝维
科隆日莱贝维（法語：Collonges-lès-Bévy，法語發音：[kɔlɔ̃ʒ lɛ bevi]，意为“贝维附近的科隆日”）是法国科多尔省的一个市镇，属于第戎区。

## 地理
科隆日莱贝维（47°10'10"N, 4°51'6"E）面积5.39 平方千米，位于法国勃艮第-弗朗什-孔泰大區科多尔省，该省份为法国中东部省份，北起奥布省，西接涅夫勒省和约讷省，南至索恩-卢瓦尔省，东南接汝拉省，东临上索恩省，东北部与上马恩省接壤。
与科隆日莱贝维接壤的市镇（或旧市镇、城区）包括：贝维、舍瓦讷、代坦和布吕昂、梅桑日。

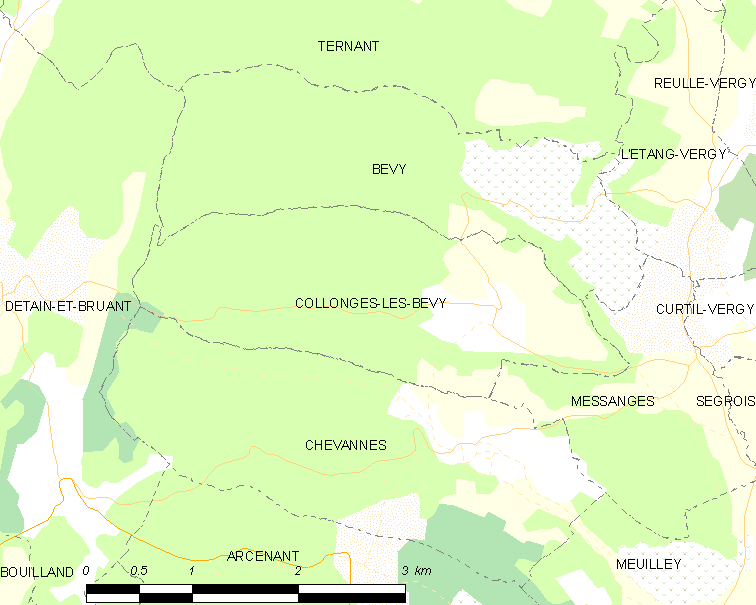
科隆日莱贝维的OSM定位图

科隆日莱贝维的时区为UTC+01:00、UTC+02:00（夏令时）。

## 行政
科隆日莱贝维的邮政编码为21220，INSEE市镇编码为21182。

## 政治
科隆日莱贝维所属的省级选区为隆维县。

## 人口

1962-2008年间科隆日莱贝维人口变化图示

科隆日莱贝维于2022年1月1日时的人口数量为99人。